# Citerne basilique

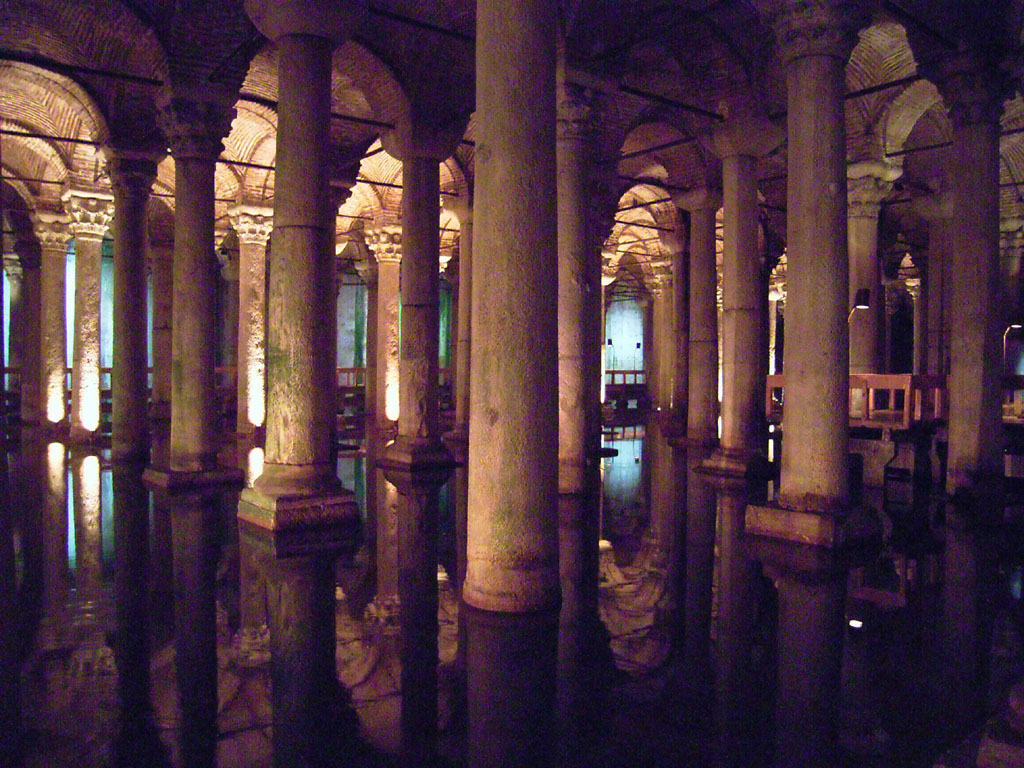
Intérieur de la grande citerne basilique de Constantinople.

« Citerne basilique » est le nom générique donné parfois aux citernes souterraines en forme de salles à colonnes couvertes de voûtes. Le modèle en est la grande citerne basilique de Constantinople, qui doit son nom à sa localisation sous la Basilikè.
D'autres grandes citernes du même type sont visibles à Istanbul :
- La Citerne d'Aspar,
- La Citerne de Philoxenos,
- la Citerne de Théodose.